# Маджалива, Кассим
Кассим Маджалива Маджалива (суахили Kassim Majaliwa Majaliwa; род. 22 декабря 1960) — танзанийский политический деятель, с 2015 года являющийся премьер-министром Танзании. На эту должность был назначен президентом Джоном Магуфули после выборов 2015 года. Член правящей партии Чама Ча Мапиндузи. С 2010 года — депутат округа Руангва в Линди.

## Биография, образование
Маджалива родился 22 декабря 1960 года. Окончил Среднюю Школу Кигонсера в 1983 году, после чего в течение шестнадцати лет работал учителем. В 1993 году получил учительский диплом в колледже Мтвара, в 1998 году удостоен степени бакалавра образования университета Дар-эс-Салама. В 1999 году Маджалива присоединился к профсоюзному движению и до 2006 года был окружным и региональным секретарём в Ассоциации учителей Танзании. В 2006 году назначен комиссаром района Урамбо, должность которого и занимал до 2010 года.

## Политическая карьера
Маджалива был впервые избран в парламент Чама Ча Мапиндузи на всеобщих выборах 2010 года. Являлся заместителем государственного министра по вопросам регионального управления и местного самоуправления с 2010 по 2015 годы. На всеобщих выборах 2015 года Маджалива был переизбран в Руангве, победив Омари Макоту из Объединённого Гражданского фронта, с 31 281 голосом против 25 536.
После становления Джоном Магуфули президентом в 2015 году, 19 января 2015 года Маджалива был назначен премьер-министром. Это назначение стало неожиданностью даже для него самого, поскольку он был относительным новичком в избирательной политике. Его выбор был смотивирован его смирением, честностью, этикой работы, а также региональными соображениями: ожидалось, что новый премьер-министр будет родом из южных районов, из которых как раз происходит Маджалива. Учитывались также его опыт образования, как учителя, и заместителя министра. Оппозиция критиковала назначение Маджаливы, ссылаясь на отсутствие у него необходимого опыта.